# Върли дол (област Смолян)
 Тази статия е за селото в област Смолян.  За другото българско село с това име вижте Върли дол (Област Кърджали).  
Върли дол е село в Южна България. То се намира в община Неделино, област Смолян.

## География
Село Върли дол се намира в планински район. Състои се от две части, отдалечени едно от друго около 2 км. Долен Върли дол е по-голямата част и в него е кметството. Горен Върли дол е другата част на селото и се намира на доста стръмен склон.
Селото е разположено сред букови, дъбови, смърчови и борови гори, в района има редки растителни и животински видове. Повечето жители на селото са българи мюсюлмани.

## Културни и природни забележителности
На 3 километра от селото има хижа „Шадийца“.

## Редовни събития
- През годината се честват различни празници, най-значими от тях са двата Байрама.

## Други

### Кухня
Кухнята е типична за региона – боб във всичките му разновидности, тестени изделия като клин и пататник и повече картофи.